# Équipe cycliste A.R. Monex Women's
L'équipe cycliste A.R. Monex Women's est une équipe cycliste féminine basée en Italie, à Cornuda près de Trévise en Vénétie. Elle court sous licence kazakhe en 2015. La coureuse Diana Žiliūtė fait partie de l'équipe durant plus de dix ans.

## Histoire de l'équipe
En 2003, un nouveau règlement de l'Union cycliste internationale limite la taille des équipes et contraint Acca-Due-O à se scinder. La nouvelle équipe Ausra Gruodis-Safi accueille les jeunes coureuses d'Acca-Due-O.
En 2014, l'équipe Pasta Zara -Cogeas fusionne avec l'équipe Chirio-Forno d'Asolo.
Elle a son siège à Cornuda près de Trévise en Vénétie.

## Classements UCI

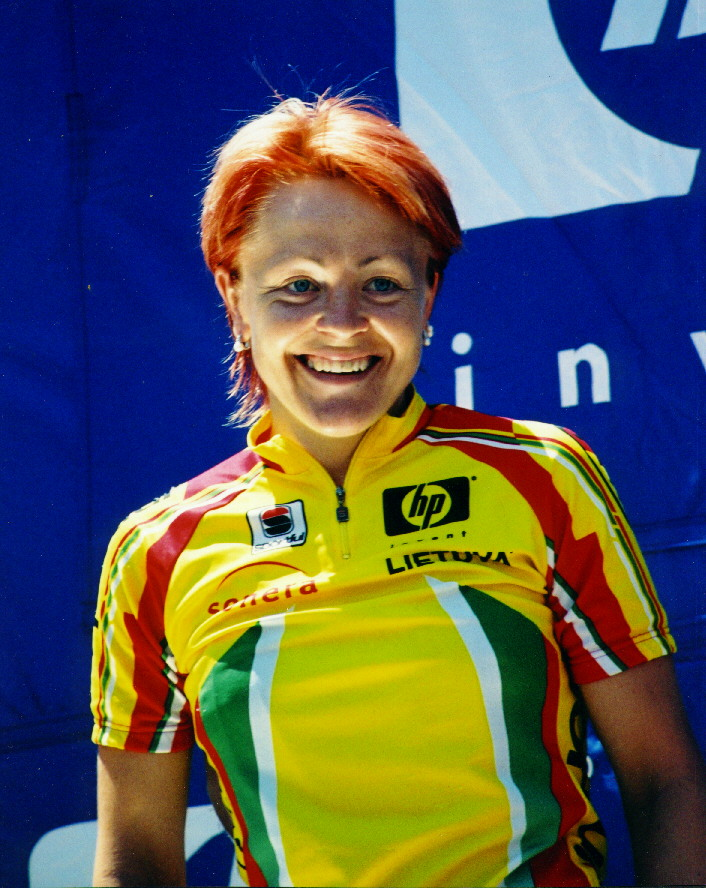
Diana Žiliūtė est leader de l'équipe de 1999 à 2009

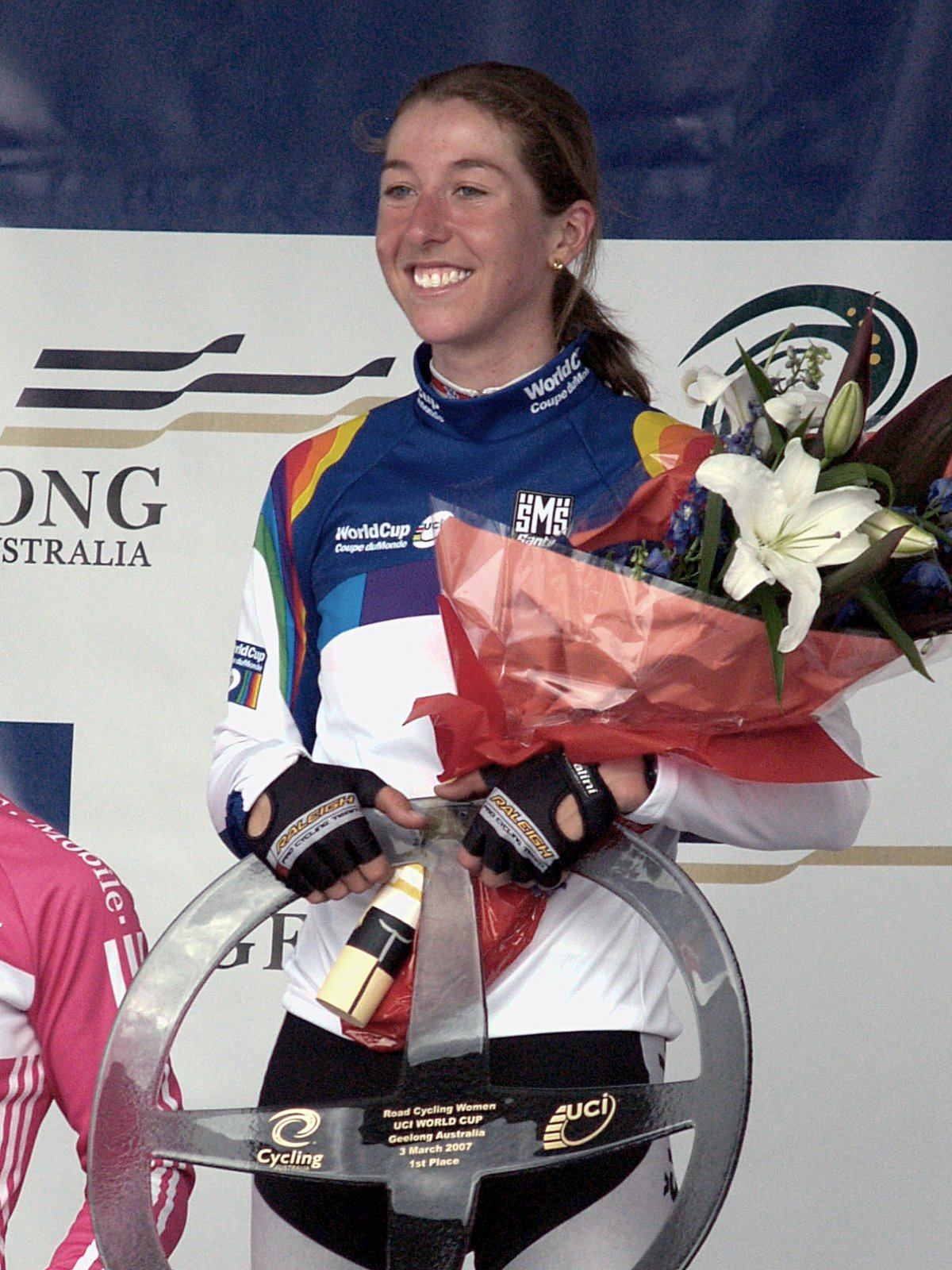
Nicole Cooke fait partie à ses débuts de l'équipe

Ce tableau présente les places de l'équipe au classement de l'Union cycliste internationale en fin de saison, ainsi que ses meilleures coureuses au classement individuel.
| Année | Classement par équipes | Meilleure coureuse au classement individuel |
| 1998  |                        | Edita Pučinskaitė (4e)                      |
| 1999  |                        | Diana Žiliūtė (3e)                          |
| 2000  | 1re                    | Diana Žiliūtė (1re)                         |
| 2001  | 2e                     | Mirjam Melchers (3e)                        |
| 2002  | 4e                     | Nicole Brändli (3e)                         |
| 2003  | 6e                     | Diana Žiliūtė (13e)                         |
| 2004  | 4e                     | Nicole Cooke (12e)                          |
| 2005  | 5e                     | Nicole Cooke (9e)                           |
| 2006  | 10e                    | Diana Žiliūtė (17e)                         |
| 2007  | 6e                     | Giorgia Bronzini (5e)                       |
| 2008  | 20e                    | Diana Žiliūtė (22e)                         |
| 2009  | 8e                     | Diana Žiliūtė (12e)                         |
| 2010  | 7e                     | Olga Zabelinskaïa (11e)                     |
| 2011  | 11e                    | Shelley Olds (33e)                          |
| 2012  | 10e                    | Giorgia Bronzini (11e)                      |
| 2013  | 14e                    | Inga Cilvinaite (33e)                       |
| 2014  | 27e                    | Ingrid Drexel (186e)                        |
| 2015  | 27e                    | Ingrid Drexel (202e)                        |
| 2016  | 21e                    | Arianna Fidanza (73e)                       |
| 2017  | 17e                    | Arlenis Sierra (21e)                        |
| 2018  | 11e                    | Arlenis Sierra (12e)                        |
| 2019  | 16e                    | Arlenis Sierra (16e)                        |
| 2020  | 15e                    | Arlenis Sierra (29e)                        |
| 2021  | 14e                    | Arlenis Sierra (26e)                        |

Ce tableau présente les places de l'équipe au classement de la Coupe du monde de cyclisme sur route féminine depuis son apparition en 2006, ainsi que la meilleure cycliste au classement individuel de chaque saison.
| Année | Classement par équipes | Meilleure coureuse au classement individuel |
| 2000  | -                      | Diana Žiliūtė (1re)                         |
| 2001  | -                      | Mirjam Melchers (2e)                        |
| 2002  | -                      | Nicole Brändli (15e)                        |
| 2003  | -                      | Diana Žiliūtė (6e)                          |
| 2004  | -                      | Regina Schleicher (21e)                     |
| 2005  | -                      | Rochelle Gilmore (6e)                       |
| 2006  | 18e                    | Diana Žiliūtė (33e)                         |
| 2007  | 16e                    | Marta Bastianelli (22e)                     |
| 2008  | 17e                    | Marta Bastianelli (9e)                      |
| 2009  | 21e                    | Rasa Leleivytė (39e)                        |
| 2010  | 12e                    | Olga Zabelinskaïa (35e)                     |
| 2011  | 17e                    | Olga Zabelinskaïa (28e)                     |
| 2012  | 18e                    | Giorgia Bronzini (23e)                      |
| 2013  | 21e                    | Amber Neben (48e)                           |
| 2014  | -                      | -                                           |
| 2015  | 28e                    | Larisa Pankova (67e)                        |

À partir de 2016, l'UCI World Tour féminin remplace la Coupe du monde.
| Année | Classement par équipes | Meilleure coureuse au classement individuel |
| 2016  | 22e                    | Arianna Fidanza (75e)                       |
| 2017  | 12e                    | Arlenis Sierra (16e)                        |
| 2018  | 9e                     | Arlenis Sierra (19e)                        |
| 2019  | 19e                    | Arlenis Sierra (36e)                        |
| 2020  | 15e                    | Arlenis Sierra (26e)                        |
| 2021  | 15e                    | Arlenis Sierra (73e)                        |

## Principales victoires

### Grands tours
| - Tour d'Italie féminin - Participations : 21 (1999, 2000, 2001, 2002, 2003, 2004, 2006, 2007, 2009, 2010, 2011, 2012, 2013, 2014, 2015, 2016, 2017, 2018, 2019, 2020, 2021) - Victoires d'étapes : 17 - 7 en 1999 : Zulfiya Zabirova (3), Gabriella Pregnolato (2), Zinaida Stahurskaia et Goulnara Ivanova - 1 en 2000 : Diana Žiliūtė - 1 en 2001 : Diana Žiliūtė - 1 en 2002 : Jolanta Polikevičiūtė - 2 en 2003 : Katia Longhin et Rochelle Gilmore - 4 en 2004 : Diana Žiliūtė (2), Regina Schleicher et Nicole Cooke - 1 en 2007 : Giorgia Bronzini - Victoire finale : 1 - 2004 : Nicole Cooke - Classements annexes : 2 - Classement des jeunes : 2003 (Modesta Vžesniauskaitė) et 2004 (Nicole Cooke) | - La Grande Boucle féminine internationale - Participation : 7 (1998, 1999, 2000, 2001, 2002, 2008, 2010) - Victoires d'étapes : 17 - 5 en 1998 : Edita Pučinskaitė (3), Alessandra Cappellotto et Zulfiya Zabirova - 5 en 1999 : Diana Žiliūtė (3) et Gabriella Pregnolato (2) - 2 en 2000 : Zulfiya Zabirova et Rasa Polikevičiūtė - 2 en 2002 : Nicole Brändli et Rasa Polikevičiūtė - 3 en 2008 : Diana Žiliūtė (3) - Victoires finales : 2 - 1998 : Edita Pučinskaitė - 1999 : Diana Žiliūtė - Classements annexes : 6 - Classement des jeunes : 2000 (Tatiana Stiajkina), 2002 (Nicole Brändli) et 2008 (Elena Berlato) - Classement par équipes : 2000 - Classement par points : 2008 (Diana Žiliūtė) - Classement des sprints : 2008 (Diana Žiliūtė) |

### Compétitions internationales
Plusieurs cyclistes avec le maillot de leur sélection nationale ont remporté des titres internationaux alors qu'elles appartenaient à l'équipe :
| Jeux olympiques - Cross-country VTT : 1 - Élite : 2004 (Gunn-Rita Dahle) Championnats du monde - Course en ligne : 4 - Élites : 1999 (Pučinskaitė), 2001 (R. Polikevičiūtė) et 2007 (Bastianelli) - Juniors : 2001 (Nicole Cooke) - Contre-la-montre : 1 - Juniors : 2001 (Nicole Cooke) | - Course aux points : 3 - 1999, 2000 (Marion Clignet) et 2009 (Giorgia Bronzini) - Poursuite : 1 - 1999 (Marion Clignet) - 500 mètres contre-la-montre : 1 - 2009 (Simona Krupeckaitė) | - Cross Country VTT : 2 - 2004 et 2005 (Gunn-Rita Dahle) - VTT-Marathon : 3 - 2004, 2005 et 2008 (Gunn-Rita Dahle) |

### Championnats nationaux
| Cyclisme sur route - Championnats de Colombie sur route : 1 - Course en ligne : 2019 (Liliana Moreno) - Championnats de Cuba sur route : 2 - Course en ligne : 2019 (Arlenis Sierra) - Contre-la-montre : 2019 (Arlenis Sierra) - Championnats des États-Unis sur route : 2 - Course en ligne : 1999 (Mari Holden Paulsen) - Contre-la-montre : 1999 (Mari Holden Paulsen) - Championnats de Grande-Bretagne sur route : 3 - Course en ligne : 2001, 2004 et 2005 (Nicole Cooke) - Championnats d'Italie sur route : 3 - Course en ligne : 2012 (Giada Borgato) - Contre-la-montre : 1999 (Gabriella Pregnolato) et 2007 (Vera Carrara) - Championnats du Kazakhstan sur route : 7 - Course en ligne : 2015, 2016, 2018 (Natalya Saifutdinova) et 2019 (Svetlana Pachshenko) - Contre-la-montre : 2016 (Yekaterina Yuraitis), 2018 (Natalya Saifutdinova) et 2019 (Makhabbat Umutzhanova) - Championnats de Lituanie sur route : 6 - Course en ligne : 2004, 2006 (Žiliūtė), 2009 (Leleivytė), 2010 (Trebaitė) et 2012 (Inga Cilvinaite) - Contre-la-montre : 2009 (Diana Žiliūtė) - Championnats du Mexique sur route : 2 - Contre-la-montre : 2013, 2015 (Ingrid Drexel) - Championnats de Russie sur route : 1 - Contre-la-montre : 2016 (Tatiana Antoshina) - Championnats de Suisse sur route : 1 - Course en ligne : 2002 (Nicole Brändli) - Championnats d'Ukraine sur route : 2 - Course en ligne : 2012 (Alona Andruk), 2019 (Olga Shekel) | Cyclisme sur piste - Championnats de France sur piste : 2 - Course aux points : 2000 (Marion Clignet) - Poursuite : 2000 (Marion Clignet) - Championnats d'Italie sur piste : 1 - Course aux points : 2007 (Vera Carrara) - Omnium : 2012 (Giulia Donato) - Championnats du Kazakhstan sur piste : 2 - Course aux points : 2016 (Makhabbat Umutzhanova) - Scratch : 2016 (Nadezhda Geneleva) Cyclo-cross - Championnats de Grande-Bretagne de cyclo-cross : 1 - Élites : 2001 (Nicole Cooke) VTT - Championnats de Norvège de VTT : 1 - Cross-country : 2005 (Gunn-Rita Dahle) |

## Encadrement

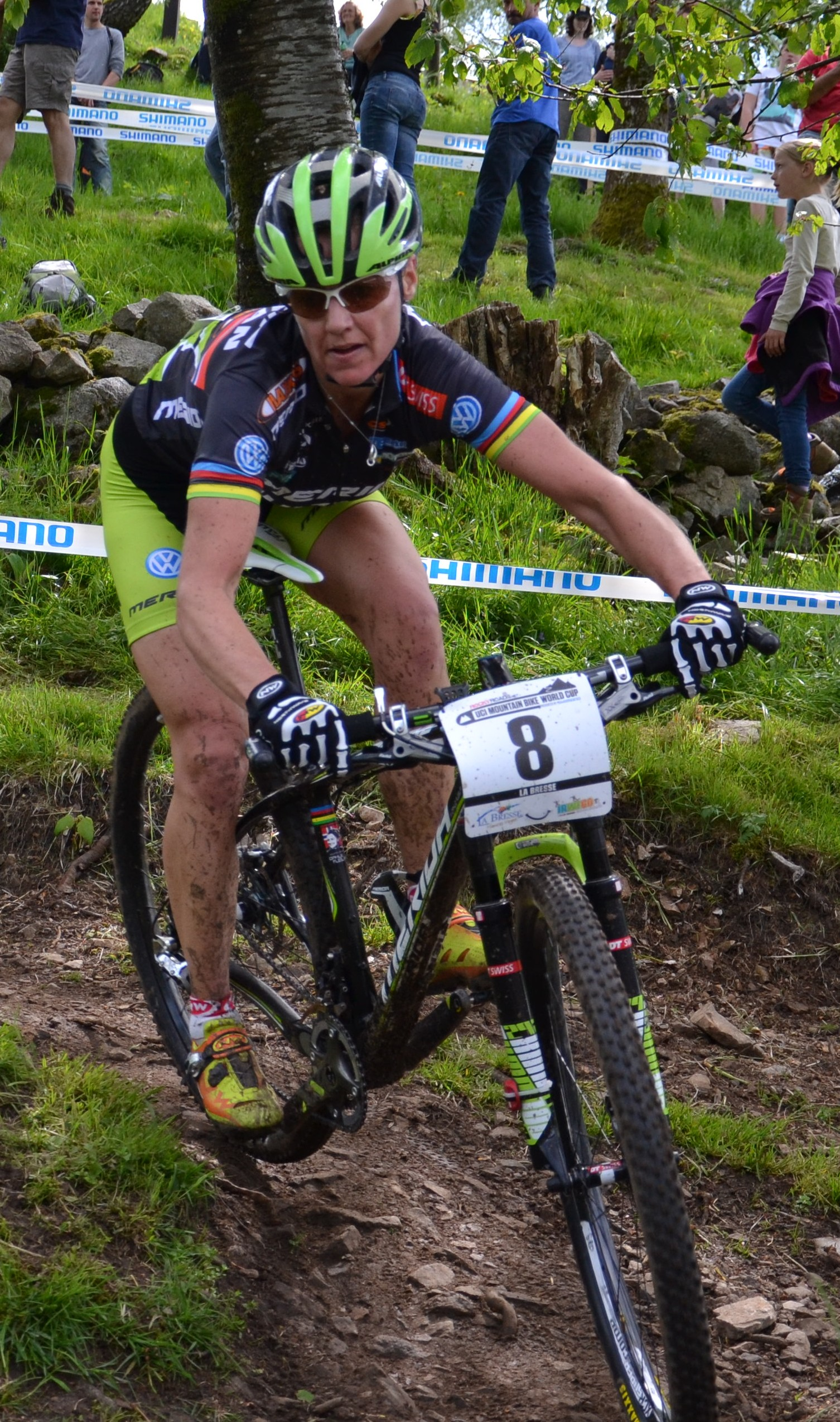
Gunn-Rita Dahle remporte son titre olympique en Cross-country alors qu'elle est membre de l'équipe

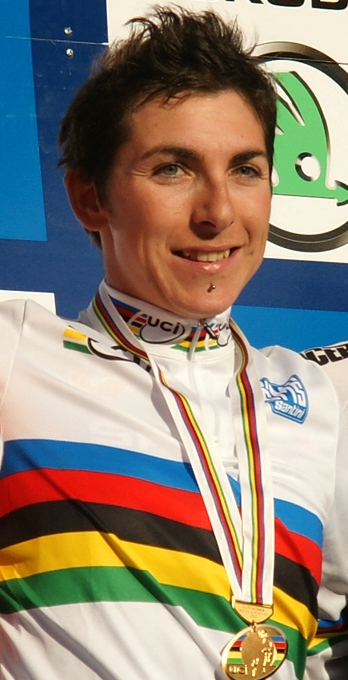
Giorgia Bronzini a effectué au total cinq saisons avec l'équipe

| Année | Code | Nom                                       | Cat. | Cycle            | Dirigeants |
| ----- | ---- | ----------------------------------------- | ---- | ---------------- | --- |
| 1996  | ADO  | Acca Due O                                | -    | Pinarello        | Manager : Maurizio Fabretto Dir. sportifs : Fortunato Lacquaniti |
| 1997  | ADO  | Acca Due O                                | -    | Pinarello        | Manager : Maurizio Fabretto Dir. sportifs : Fortunato Lacquaniti |
| 1998  | ADO  | Acca Due O                                | -    | Pinarello        | Manager : Maurizio Fabretto Dir. sportifs : Dimitri Sedun |
| 1999  | ADO  | Acca Due O                                | -    | Pinarello        | Manager : Maurizio Fabretto Dir. sportifs : Marino Amadori |
| 2000  | ADO  | Acca Due O-Lorena Camicie                 | -    | Pinarello        | Manager : Maurizio Fabretto Dir. sportifs : Fortunato Lacquaniti, Valerijus Konovalovas, Roberto Visentin                                                               |
| 2001  | ADO  | Acca Due O-Hewlett Packard-Lorena Camicie | -    | Pinarello        | Manager : Maurizio Fabretto Dir. sportifs : Fortunato Lacquaniti, Valerijus Konovalovas, Roberto Visentin, Jean-Paul van Poppel                                         |
| 2002  | ADO  | Acca Due O-Pasta Zara-Lorena Camicie      | -    | Pinarello        | Manager : Maurizio Fabretto Dir. sportifs : Fortunato Lacquaniti, Valerijus Konovalovas, Roberto Visentin, Luciano Facchin                                              |
| 2003  | ADO  | Acca Due O-Pasta Zara-Lorena Camicie      | -    | Pinarello        | Manager : Maurizio Fabretto Dir. sportifs : Mario Penariol, Algis Buividas, Primo Grespan, Saverino Zamprogno                                                           |
| 2004  | SAF  | Safi-Pasta Zara-Manhattan                 | -    | Opera            | Manager : Maurizio Fabretto Dir. sportifs : Mario Penariol, Primo Grespan, Valerijus Konovalovas, Rino Tantini                                                          |
| 2005  | SAF  | Safi-Pasta Zara-Manhattan                 | WT   | Opera            | Manager : Maurizio Fabretto Dir. sportifs : Mario Penariol, Primo Grespan, Valerijus Konovalovas, Rino Tantini                                                          |
| 2006  | SAF  | Safi-Pasta Zara-Manhattan                 | WT   | Opera            | Manager : Maurizio Fabretto Dir. sportifs : Rosario Fina, Mario Penariol, Renzo Frassetto, Marino Guarnoni, Gian Enrico Zanardo                                         |
| 2007  | SAF  | Safi-Pasta Zara-Manhattan                 | WT   | Opera            | Manager : Maurizio Fabretto Dir. sportifs : Francesco Fabbri, Rosario Fina, Mario Penariol, Marino Guarnoni, Antanas Jakimavicius, Gian Enrico Zanardo                  |
| 2008  | SAF  | Safi-Pasta Zara-Manhattan                 | WT   | Pinarello        | Manager : Maurizio Fabretto Dir. sportifs : Primo Grespan, Gabriella Pregnolato, Antanas Jakimavicius, Gian Enrico Zanardo                                              |
| 2009  | SAF  | Safi-Pasta Zara-Titanedi                  | WT   | Pinarello        | Manager : Maurizio Fabretto, Paolo Baldi, Mario Beccia Dir. sportifs : Carmine Monaco, Aldo Piccolo, Antanas Jakimavicius                                               |
| 2010  | SAF  | Safi-Pasta Zara                           | WT   | Pinarello        | Manager : Maurizio Fabretto Dir. sportifs : Paolo Baldi, Diana Žiliūtė, Aldo Piccolo, Antanas Jakimavicius                                                              |
| 2011  | DPZ  | Diadora-Pasta Zara-Manhattan              | WT   | Fuji             | Manager : Maurizio Fabretto, Manel Lacambra Dir. sportifs : Diana Žiliūtė, Aldo Piccolo                                                                                 |
| 2012  | DPZ  | Diadora-Pasta Zara-Manhattan              | WT   | Fuji             | Manager : Maurizio Fabretto Dir. sportifs : Diana Žiliūtė, Maurizio Simonetti, Aldo Piccolo                                                                             |
| 2013  | PZC  | Pasta Zara-Cogeas-Manhattan               | WT   | Fuji             | Manager : Maurizio Fabretto Dir. sportifs : Rubén Contreras, Diana Žiliūtė, Maurizio Simonetti, Aldo Piccolo                                                            |
| 2014  | FDA  | Forno d'Asolo-Astute                      | WT   | Wilier Triestina | Manager : Maurizio Fabretto Dir. sportifs : Franco Chirio, Aldo Piccolo, Matteo Varago                                                                                  |
| 2015  | ASA  | Astana-Acca Due O                         | WT   | Kuota            | Manager : Maurizio Fabretto Dir. sportifs : Zul'fija Zabirova, Primo Grespan, Aldo Piccolo, Matteo Varago                                                               |
| 2016  | ASA  | Astana Women's Team                       | WT   | Kuota            | Manager : Maurizio Fabretto Dir. sportifs : Zul'fija Zabirova, Primo Grespan, Aleksandr Kilibaev, Aldo Piccolo, Gabriella Pregnolato, Martina Růžičková, Claudio Turato |
| 2017  | ASA  | Astana Women's Team                       | WT   | Argon 18         | Manager : Maurizio Fabretto Dir. sportifs : Giovanni Fidanza, Pierangelo Dal Colle, Aldo Piccolo, Matteo Varago, Zul'fija Zabirova                                      |
| 2018  | ASA  | Astana Women's Team                       | WT   | Argon 18         | Manager : Maurizio Fabretto Dir. sportifs : Pierangelo Dal Colle, Stefano Franco, Aldo Piccolo, Vadim Kravchenko                                                        |
| 2019  | ASA  | Astana Women's Team                       | WT   | Argon 18         | Manager : Zul'fija Zabirova Dir. sportifs : Pierangelo Dal Colle, Vadim Kravchenko, Aldo Piccolo, Renato Pirrone                                                        |
| 2020  | ASA  | Astana Women's Team                       | CTW  | Wilier Triestina | Manager : Zul'fija Zabirova Dir. sportifs : Aldo Piccolo, Vadim Kravchenko, Leandro Marcos, Eduard Muselimian                                                           |
| 2021  | MNX  | A.R. Monex Women's Pro Cycling Team       | CTW  | Liv              | Manager : Maurizio Fabretto Dir. sportivi : Aldo Piccolo, Vadim Kravchenko, Leandro Marcos                                                                              |

## Partenaires
Le premier partenaire de l'équipe est Acca Due O, qui est une entreprise de traitement des eaux italienne. Pasta Zara, qui est une marque de pâtes italienne, finance l'équipe de 2003 à 2013. L'équipementier sportif Diadora parraine l'équipe en 2011 et 2012. En 2014, la fusion avec l'équipe Chirio Forno d'Asolo apporte le partenaire Forno d'Asolo qui est une entreprise agroalimentaire. Astana est la capitale du Kazakhstan et le nom de l'équipe cycliste masculine éponyme qui apporte son soutien en 2015.

## Nationalité
L'UCI prévoit qu'une équipe porte la nationalité du pays le plus représenté au sein des coureuses d'une équipe. Dans le cas de la présente équipe, cela a conduit à de nombreux changements. Ainsi, l'équipe est italienne de 2005 à 2009, puis en 2012. Elle est lituanienne en 2010, puis de 2013 à 2014. Elle est américaine en 2011. Enfin, elle est kazahke en 2015.

## Dopage
En juillet 2008, à dix jours des Jeux olympiques de Pékin, il est annoncé que la membre de l'équipe Marta Bastianelli a été contrôlée positive  à la flenfluramine lors du championnat d'Europe de la même année. En juillet 2016, Tatiana Antoshina est annoncée positive à une hormone de croissance et est licenciée par son équipe. Elle est suspendue 4 ans, soit jusqu'au 3 avril 2020.

## A.R Monex Women's en 2021

### Arrivées et départs
| Arrivées                 | Équipe 2020         |
| ------------------------ | ------------------- |
| Gaia Benzi               | Néo-professionnelle |
| Maria Pia Chiatto        | Néo-professionnelle |
| Emma Faoro               | Néo-professionnelle |
| Ariadna Gutiérrez        | Agolico             |
| Julieta Lledias Villegas | Agolico             |
| Eider Merino             | Movistar            |
| Mariia Miliaeva          | Cogeas              |
| Maria Novolodskaya       | Cogeas              |
| Andrea Ramirez           | Agolico             |
| Maria Vittoria Sperotto  | Paule Ka            |
| Jade Teolis              | Néo-professionnelle |
| Maria Jose Vargas        | Agolico             |

| Départs               | Équipe 2021                   |
| --------------------- | ----------------------------- |
| Olivija Baleišytė     | Aromitalia-Basso Bikes-Vaiano |
| Maryna Ivaniuk        |                               |
| Liliana Moreno        |                               |
| Svetlana Pachshenko   |                               |
| Francesca Pattaro     |                               |
| Natalya Saifutdinova  |                               |
| Yeima Torres          |                               |
| Makhabbat Umutzhanova |                               |
| Olga Shekel           |                               |

### Effectif
| Effectif 2021            | Effectif 2021     | Effectif 2021 | Effectif 2021                               |
| Cycliste                 | Date de naissance | Pays          | Équipe précédente                           |
| ------------------------ | ----------------- | ------------- | ------------------------------------------- |
| Gaia Benzi               | 20 décembre 1999  | Italie        |                                             |
| Emma Faoro               | 21 mars 2002      | Italie        |                                             |
| Ariadna Gutiérrez        | 22 août 1991      | Mexique       | Agolico (2020)                              |
| María José Vargas        | 15 février 1996   | Costa Rica    | Agolico (2020)                              |
| Julieta Lledias Villegas | 16 avril 2001     | Mexique       | Agolico (2020)                              |
| Eider Merino             | 2 août 1994       | Espagne       | Movistar Team (2020)                        |
| Mariia Miliaeva          | 16 juillet 2001   | Russie        | Cogeas-Mettler-Look Pro Cycling Team (2020) |
| Maria Novolodskaya       | 28 juillet 1999   | Russie        | Cogeas-Mettler-Look Pro Cycling Team (2020) |
| Maria Pia Chiatto        | 13 mai 2002       | Italie        |                                             |
| Katia Ragusa             | 19 mai 1997       | Italie        | Bepink (2019)                               |
| Andrea Ramírez           | 25 septembre 1999 | Mexique       | Agolico (2020)                              |
| Lizbeth Salazar          | 8 décembre 1996   | Mexique       | Swapit Agolico (2018)                       |
| Arlenis Sierra           | 7 décembre 1992   | Cuba          | Centre mondial du cyclisme (2016)           |
| Jade Teolis              | 12 janvier 2002   | France        |                                             |
| Maria Vittoria Sperotto  | 20 novembre 1996  | Italie        | Paule Ka (2020)                             |
|                          |                   |               |                                             |
| Source : ProCyclingStats |                   |               |                                             |

### Victoires

#### Sur route
| Victoires | Victoires                                                           | Victoires | Victoires | Victoires       | Victoires |
| Date      | Course                                                              | Pays      | Classe    | Vainqueur       |           |
| --------- | ------------------------------------------------------------------- | --------- | --------- | --------------- | --------- |
| 14 mai    | Clasica Femenina Navarra                                            | Espagne   | 1.1       | Arlenis Sierra  |           |
| 12 juin   | Championnat du Mexique sur route                                    | Mexique   | CN        | Lizbeth Salazar |           |
| 27 août   | Prologue du Tour de Toscane féminin-Mémorial Michela Fanini         | Italie    | 2.2       | Arlenis Sierra  |           |
| 28 août   | 1re étape du Tour de Toscane féminin-Mémorial Michela Fanini        | Italie    | 2.2       | Arlenis Sierra  |           |
| 29 août   | Classement général, Tour de Toscane féminin-Mémorial Michela Fanini | Italie    | 2.2       | Arlenis Sierra  |           |
| 8 sept.   | 1re étape du Tour de l'Ardèche                                      | France    | 2.1       | Arlenis Sierra  |           |
| 5 oct.    | Trois vallées varésines                                             | Italie    | 1.2       | Arlenis Sierra  |           |

### Classement UCI
| Classement UCI | Classement UCI          | Classement UCI | Classement UCI |
| Coureuse       | Coureuse                | Pays           | Points         |
| -------------- | ----------------------- | -------------- | -------------- |
| 26e            | Arlenis Sierra          | Cuba           | 950 pts        |
| 96e            | Lizbeth Salazar         | Mexique        | 241 pts        |
| 113e           | Maria Novolodskaya      | Russie         | 199 pts        |
| 122e           | Katia Ragusa            | Italie         | 177 pts        |
| 148e           | Eider Merino            | Espagne        | 148 pts        |
| 459e           | Andrea Ramírez          | Mexique        | 38 pts         |
| 551e           | Ariadna Gutiérrez       | Mexique        | 28 pts         |
| 662e           | Maria Vittoria Sperotto | Italie         | 18 pts         |
| 867e           | Jade Teolis             | France         | 5 pts          |